# Италијански језик
Италијански језик (италијански: italianoⓘ, lingua italiana) је романски језик, који говори око 62 милиона људи, од којих већина живи у Италији.
Стандардни италијански темељи се на фирентинском наречју. Има дупле (или дуге) сугласнике, као латински (за разлику од других романских језика, као француски и шпански). Као код других романских језика, изузев француског, нагласак речи је различит. Пише се латиницом.
Италијански је службени језик у Италији и Сан Марину, као и у Швајцарским кантонима Тичино и Граубинден (Гриђони). Италијански је уз латински други службени језик у Ватикану, уз словеначки је службен и у словеначким приморским општинама Копер, Изола и Пиран, те се уз хрватски користи и у Истри где живи италијанска мањина. Доста је раширен и међу потомцима исељеника у Луксембургу, САД и Аустралији. Такође је широко разумљив и подучаван на Малти, где је био један од службених језика до 1934. кад га је заменио енглески. Много мање се говори у бившим афричким колонијама Италије, као што су Сомалија, Либија и Еритреја.
Италијански је пети по реду језик на свету који се учи у школама (након енглеског, француског, шпанског и немачког).

## Историја
Као и многи национални језици, италијански језик је модерни дијалект који се наметнуо као доминантан језик региона који је много шири од његовог првобитног подручја. Стандардни италијански језик је тоскански дијалект из околине Фиренце, Пизе и Сијене. Могуће је показати да је овај језик обогаћен утицајима језика Сицилије, Рима и других региона. Тоскански дијалект се није наметнуо из политичких, већ из разлога културног престижа. На овом дијалекту су стварали Данте Алигијери, Франческо Петрарка и Ђовани Бокачо, три најзначајнија италијанска писца касног Средњег века. То је такође језик Фиренце, града познатог по лепоти архитектуре и дугој историји просперитета. Стога није необично да је италијански језик вековима био међународни језик културе и уметности. Сви савремени европски језици имају део речника који је потекао из италијанског, а тиче се музике и ликовних уметности.
Стандардна италијанска граматика је настала касније, у доба Ренесансе. Њу су формализовали кардинал Пјетро Бембо и библиотекар и ерудита Алдо Мануцио са својим књижевним кругом Азолани (Gli Asolani).

## Фонетика и фонологија

### Самогласници
Италијански језик има 7 самогласника.
- [i], пример:
- [e], пример:
- [ɛ], пример:
- [a], пример:
- [ɔ], пример:
- [o], пример:
- [u], пример:

#### Ненаглашени самогласници
Италијански језик разликује 5 ненаглашених самогласника. Међу ненаглашене самогласнике не спадају отворени вокали [ɛ] и [ɔ].

### Сугласници
У пољима која садрже два симбола, први одговара безвучном, а други звучном сугласнику.
|              | билабијални | лабио- дентални | зубни/ алвеоларни | предњонепчани | задњонепчани |
| ------------ | ----------- | --------------- | ----------------- | ------------- | ------------ |
| назални      |             |                 |                   |               | *            |
| плозивни     | ,           |                 | ,                 |               | ,            |
| африкати     |             |                 | ,                 | ,             |              |
| фрикативни   |             | ,               | ,                 |               |              |
| вибранти     |             |                 |                   |               |              |
| латерални    |             |                 |                   |               |              |
| апроксиманти |             |                 |                   |               |              |

Назали се асимилују када им следи сугласник, на пример, када су испред велара k или ɡ, изговарају се заједно као ŋ.
Италијански језик има дуге и кратке сугласнике (особина геминације). Дужина се може разликовати код свих сугласника, осим ʃ, ts, dz, ʎ, ɲ, који су увек дуги, и z, који је увек кратак.
Звучни посталвеоларни фрикатив ʒ присутан је само у позајмљеним речима. На пример, garage (ɡaˈraːʒ).

#### Правила читања
Што се тиче читања, ту је италијански врло једноставан.

Читање се у овом примеру базирају на стандардном књижевном италијанском.

### Самогласници
- a, à: [a]
- e, é, è: [eː] када се после њих налази један сугласник
- e, é, è: [ɛ]
- i, í, ì: [i]
- o, ó, ò: [o]
- o, ó, ò: [⁠ɔː] када се после њих налази један сугласник
- u, ú, ù: [u]

Треба рећи да када се после било ког сугласника налази један или неколико различитих сугласника, сугласници постају дуги.

### Сугласници
- c: меко [t͡ʃ] које мало звучи на ћ (испред e & i)
- c: [k] (у осталим случајевима)
- f, ph: [f]
- g: меко [dʒ] које мало звучи на ђ (испред e & i)
- g: [g] (у осталим случајевима)
- gi: меко [dʒ] које мало звучи на ђ
- gl: [ʎ]
- gn: [ɲ]
- h: [-] не чита се уопште
- i: [j] после сугласника и пре било ког другог самогласника
- qu: [kw]
- r: [r]
- s: [s]
- sc: [ʃ] (испред e & i)
- sc: [sk] у осталим случајевима
- z: [d͡z] (испред e)
- z: [t͡s] у осталим случајевима

Двострука слова се читају као и да је само једно написано.
Остала слова и гласови, сем ових у правилу читања, читају се као и у српском.

## Класификација и сродни језици
Италијански је члан итало-далматинске групе, која припада итало-западној грани романских језика, која је члан групи италских језика, која припада индоевропској породици језика.

### Сродни језици
Најсличнији језици италијанском, ако изузмемо језике итало-далматинске групе, који их је већи број него стварно, били би шпански или португалски.
За разумевање између Шпанаца и Португалаца, каже се да Португалци боље разумеју Шпанце, него они њих. За италијански и шпански се каже да ако причају споро, да ће се међусобно лако разумети. Ситуација уме да постане сложенија када се све то обавља у свакодневној комуникацији.
Док је италијански језик као што је већ речено сличан (не идентичан или јако сличан) шпанском или португалском, веома се разликују у изговору. Говорнику једне земље би била потребна вежба да би научио да разуме говорника друге земље. Упоредите, нпр.:
шп. 
порт. 
итал. 
Најмањи камелеон, који је потпуно одрастао је дуг 2 cm, а највећи може лако да достигне дужину од 80 cm.
Ево још једне реченице:
шп. 
порт. 
итал. 
Најбржа копнена животиња је гепард. Може да иде и до 120 километара на час.

### Званични статус
Италијански је службени језик у Италији (иако су неке територије званично двојезичне), у Ватикану (иако је номинално службени језик Свете столице латински), у Сан Марину, у јужној Швајцарској (кантон Тичино и јужни руб Гриђонија), у обалном појасу Словеније (поред словеначког) и у истарској регији Хрватске (поред хрватског). Такође је службени језик Малтешког реда, као и један од 4 званична језика Швајцарске Конфедерације и један од 24 званична језика Европске уније.
У прошлости је италијански био службени (или сузванични) језик, у различитим периодима, иу другим географским областима: на Корзици до 1859. године, на Јонским острвима до 1864. године, у Ници до 1870. године, у Кнежевини Монако до 1919., на Малти до 1934. Током Другог светског рата накратко је био службени језик анектираних територија попут Љубљанске, Сплитске и Котор; током истог сукоба, или непосредно након тога, изгубила је свој званични статус и на словеначким територијама Горица и Крас, на острву Црес и у тадашњим покрајинама Ријека и Задар (Хрватска), у Албанији, на Додеканезу, као и у Либији, Етиопији и Еритреји. Међутим, он је остао службени језик у Сомалији до 1963. године.

### Дијалекти
У Италији се скоро сви језици који се говоре поред италијанског, са изузетком дванаест језичких мањина признатих законом, генерално дефинишу као италијански дијалекти упркос чињеници да не потичу од италијанског, већ, паралелно са овим последњим, уместо тога датирају назад на древне локалне облике вулгарног латинског језика. Готово сви романски језици који се говоре у Италији сматрају се стандардним језиком или дијалектима италијанског језика. Једини прави изузеци су сардински и фриулски језик, који су званично признати као регионални језици.
Многи италијански дијалекти могу се сматрати посебним историјским језицима. То су на пример: фриулски, наполитански, сардински, сицилијански, лигурски, пијемонтски, венецијански, калабријски и други. Постоје језици који се говоре у Италији, и утицали су на италијански језик, али се не сматрају делом италијанског: албански, грчки, немачки, ладин и окситански.
Постоје дијалекти који деле снажну типолошку сличност са италијанским, деле фонетске карактеристике и међусобну разумљивост; ово је пре свега случај тосканских дијалеката, из којих потиче италијански језик. Иако се говори у Француској, корзикански је, са строго типолошке тачке гледишта, лингвистички сличан тосканском дијалекту, а самим тим и разним италијанским. Међутим, због француског културног и политичког утицаја, влада Париза је више од једног века одлучна да одвоји корзиканску културу и дијалект из италијанске културне сфере. Ипак, на чисто лингвистичком нивоу, корзикански дијалект је и остаје и на Корзици и на северу Сардиније типолошки сличан италијанском у рангу са тосканским дијалектима.
Заједно са матерњим језицима који су повезани са италијанским због типолошке близине, постоје дијалекти који потичу из система стандардног италијанског у крајевима у којима се није говорио. Ови дијалекти су се развили након масовне дифузије званичног језика, почевши од деветнаестог и још више од двадесетог века. То су акценти које је италијански преузео у срединама у којима се још увек практикује диглосија са локалним језиком, или сложеније флексије, које окупљају преостале елементе које је оставио изворни језик тих места, чије одумирање иде у корак са процесом језичког померања. Само ова последња категорија акцената и флексија може се повезати са стереотипом о дијалекту да говори покварени италијански; то је дубока нетачност када се уместо тога повезује са домаћим дијалектима који су, ако ништа друго, као и сваки други романски језик, локална еволуција латинског језика, и стога не представљају „поквареност“ тренутне стандардне варијанте. Горе поменута варијација италијанског се разликује друштвено (популарни италијански) и географски (регионални Италијани).
Ради се дакле о томе да се италијанским дијалектима у смислу „варијанти италијанског“ називају само варијације италијанског језичког типа, засноване на географским и друштвеним локацијама, и домаћи дијалекти блиски стандардном италијанском. На италијанској територији, дакле, поред италијанског типа, идентификовани су и други језички типови, који се састоје од дијалеката, који, међутим, нису дијалекти италијанског језика у строгом смислу (тј. варијанте), јер потичу директно из латинског и развили аутономију свог језичког типа, без обзира на мање или више изражену унутрашњу кохезију. Сваки тип аутономан од италијанског и од других типова лингвисти сматрају романским језиком у сваком погледу и одвојен је од домена италијанског.
Што се тиче препознавања, неромански језици се лако разликују, док су други мање јер се углавном налазе у лингвистичком континууму са системом романских језика. Романски језици које је италијанска држава признала у својој аутономији су сардински, каталонски, француски, окситански, француско-провансалски, фурлански и ладински. Ови језици се називају мањинским језицима у складу са законом 482/99, јер се сматра да се односе на романске моделе изван италијанске државе (као што су француски, каталонски, окцитански и франко-провансалски), или из других разлога о којима се често расправља (историјски , аутономашки, одсуство континуума итд.: сардински, фурлански и ладински).
Остали романски језици нису признати од стране државе, па стога не постоји званична класификација на политичком нивоу. Лингвисти имају тенденцију да идентификују 5 група поред система тосканских дијалеката (потоњи се у потпуности односи на италијански).

## Граматика
Италијански је инфлекијски језик - што значи да се односи међу реченичким елементима исказују променом речи, односно додавањем наставака (наставци за број, наставци за време за глаголе ...).

### Чланови и родови
Као и већина других романских језика, италијански такође поседује 2 рода: мушки и женски. Треба рећи да се именице мушког рода углавном завршавају на -o, а женског на -а. Међутим, број и употреба чланова у италијанском је мало комплексна.
Ево су одређени чланови:
|        |                                                                            | једнина | множина |
| ------ | -------------------------------------------------------------------------- | ------- | ------- |
| мушки  | пре слова s + још један сугласник, пре слова z или пре слова gn, gli и sci | lo      | gli     |
| мушки  | пре самогласника                                                           | l'      | gli     |
| мушки  | у осталим случајевима                                                      | il      | i       |
| женски | пре сугласника                                                             | la      | le      |
| женски | пре самоглансика                                                           | l'      | le      |

Ево су неодређени чланови:
| мушки  | пре слова s + још један сугласник, пре слова z или пре слова gn, gli и sci | uno |
| мушки  | у осталим случајевима                                                      | un  |
| женски | пре сугласника                                                             | una |
| женски | пре самоглансика                                                           | un' |

### Глаголи
Италијански глаголи се мењају према:
- једној од две конјугације, слабој и јакој. Постоји око 200-300 глагола који се неправилно мењају.
- три лица: првом, другом и трећем
- два броја: једнини и множини
- четири начина: индикатив, субјунктив, кондиционал и императив
- два рода: актив и пасив; пасив се дели на статички и повратни.
- три проста времена (presente, imperfetto и futuro semplice) и 3 сложена времена (passato prossimo, trapassato prossimo и futuro anteriore)

У италијанском се, као и у већини других романских језика, може избацити субјекат јер се на основу конјугираног глагола препознаје ко је вршилац радње.
Постоје три групе глагола у инфинитиву. То су они који се завршавају на -are, -ere и -ire.

#### Помоћни глаголи
Помоћни глаголи у италијанском су: avere (имати) и essere (бити).

#### Партицип садашњи (Gerundio)
Партицип садашњи је облик који се користи за описивање радње која се дешава истовремено са радњом која се прича у реченици. Има улогу прилога (као глаголски прилог). Гради се суфиксима -ante и -ente.
Пример глагола који се завршава на -are parlare (говорити): parl- + -ante = parlante
Пример глагола који се завршава на -ere или -ire finire (завршити): fin- + -ente = finente
Пример реченице са функцијом прилога: Mentre parlando, capisco meglio (док говорим, боље разумем).

##### Прогресивни облик
Прогресивни облик је облик презента сличан енглеском present continuous-у.
Пример реченице: Stiamo mangiando (једемо).

#### Партицип прошли
Партицип прошли је облик који се користи за грађење прошлог времена (перфекта и плусквамперфекта), футура II, као и пасива. Уједно представља и глаголски придев трпни. Деле се уједно на мушки и женски род.

##### Мушки род
Пример глагола који се завршава на -are parlare (говорити): parl- + -ato = parlato
Пример глагола који се завршава на -ere vivere (живети): vi- + ss + -uto = vissuto
Пример глагола који се завршава на -ire finire (завршити): fin- + -ito = finito

##### Женски род
Пример глагола који се завршава на -are parlare (говорити): parl- + -ata = parlata
Пример глагола који се завршава на -ere vivere (живети): vi- + ss + -uta = vissuta
Пример глагола који се завршава на -ire finire (завршити): fin- + -ita = finita

#### Пасив

##### Повратни
За повратни пасив се употребљава si и глагол у одговарајућем времену.
Si vende la pizza (Пица се продаје).

##### Статички
За статички пасив се употребљава помоћни глагол essere (бити) и партицип прошли.
Il libro è letto da Marco (Књига је прочитана од стране Марка).

#### Индикатив

##### Презент

###### -Are група
Пример мењања правилних глагола на инфитивној основи -are: parlare (говорити):
| Лице    | једнина                                                 | множина      |
| ------- | ------------------------------------------------------- | ------------ |
| 1. лице | io parlo                                                | noi parliamo |
| 2. лице | tu parli                                                | voi parlate  |
| 3. лице | lui, lei/Lei (2. лице једнине у формалном облику) parla | loro parlano |

###### -Ere група
Пример мењања правилних глагола на инфитивној основи -ere: vivere (живети):
| Лице    | једнина           | множина     |
| ------- | ----------------- | ----------- |
| 1. лице | io vivo           | noi viviamo |
| 2. лице | tu vivi           | voi vivete  |
| 3. лице | lui, lei/Lei vive | loro vivono |

###### -Ire група
Пример мењања правилних глагола на инфитивној основи -ire: dormire (спавати):
| Лице    | једнина            | множина      |
| ------- | ------------------ | ------------ |
| 1. лице | io dormo           | noi dormiamo |
| 2. лице | tu dormi           | voi dormite  |
| 3. лице | lui, lei/Lei dorme | loro dormono |

###### Неправилна промена
Пример мењања неправилних глагола stare (стајати):
| Лице    | једнина          | множина     |
| ------- | ---------------- | ----------- |
| 1. лице | io sto           | noi stiamo  |
| 2. лице | tu stai          | voi state   |
| 3. лице | lui, lei/Lei sta | loro stanno |

Специфична ствар за италијански, изузев помоћних глагола, јесте да су у презенту неправилни углавном у 2. и 3. лицу једнине.

###### Модални глаголи
Модални глаголи у италијанском су: potere (моћи), dovere (морати) и volere (желети, хтети).
Пример мењања глагола potere (моћи):
| Лице    | једнина          | множина      |
| ------- | ---------------- | ------------ |
| 1. лице | io posso         | noi possiamo |
| 2. лице | tu puoi          | voi potete   |
| 3. лице | lui, lei/Lei può | loro possono |

##### Глаголи са повратном заменицом
Као у српском и неким другим романским језицима, тако и у италијанском постоје повратне заменице да се направи повратни глаголски облик.
Пример мењања глагола vestirsi (обући се):
| Лице    | једнина               | множина         |
| ------- | --------------------- | --------------- |
| 1. лице | io mi vesto           | noi ci vestiamo |
| 2. лице | tu ti vesti           | voi vi vestite  |
| 3. лице | lui, lei/Lei si veste | loro si vestono |

Код таквих глагола наставак -si је повратна заменица, због чега нестаје -e на крају.

## Алфабет
|  |  |  |  |  |  |
|  |  |  |  |  |  |
|  |  |  |  |  |  |
|  |  |  |  |  |  |
|  |  |  |  |  |  |

## Примери језика
| реч    | превод | стандардни изговор |
| ------ | ------ | ------------------ |
| земља  |        |                    |
| небо   |        |                    |
| вода   |        |                    |
| ватра  |        |                    |
| човек  |        |                    |
| жена   |        |                    |
| јести  |        |                    |
| пити   |        |                    |
| велики |        |                    |
| мали   |        |                    |
| ноћ    |        |                    |
| дан    |        |                    |

## Сертификација италијанског језика, CELI
Сертификати италијанског језика потврђују степен језичке компетенције италијанског језика као страног. Намењени су странцима, као и Италијанима који живе у иностранству (потомци италијанских емиграната), али и странцима који су се доселили у Италију. Да бисте полагали ове испите није неопходно да већ поседујете одређене дипломе и титуле.
Како би се испити одржавали и у иностранству посредством испитних центара, Министарство спољних послова је склопило уговор са Универзитетом за у Перуђи – сертификати CELI. Министарство спољних послова Италије признаје овај Универзитет као институцију које издаје сертификате о нивоу језичких компетенција када је у питању италијански језик као страни. Овај сертификат признат је и од стране Министарства просвете и Министарства рада и социјалне политике Италије.

### Студије у Италији
Министарство просвете Италије признаје CELI 3 (ниво B2) као сертификат који сведочи о знању италијанског језика неопходног за студије у Италији на италијанском језику.

### Испитни центри
У Србији постоје три испитна центра:
1) Италијански институт за културу у Београду;
2) Интернационални образовни систем „Руђер Бошковић” у Београду;
3) Школа страних језика „Академија Александрија” у Нишу.

### CELI сертификат
CELI (Certificati di conoscenza della lingua italiana) је један од најпрестижнијих европских језичких сертификата који је у систему квалитета ALTE. CELI испити (и сертификати) су у складу са европским стандардима квалитета ALTE (Association of Language Testers in Europe) и CEF (Common European Framework) Савета Европе.

### Нивои и испитни рокови
Сертификат CELI постоји у шест нивоа (А1-C2) и испити се одржавају у три испитна рока: у марту, јуну и новембру. Испити се могу полагати са навршених 16 година, а CELI per adolescenti испит (испит за ученике од 13 до 19 година) постоји у три нивоа (А2, B1 и B2) и одржава се у мајском испитном року у гимназији „Руђер Бошковић” у Београду). Испити за ученике су веома добро прилагођени њиховом узрасту и захтевима у оквиру наставног плана и програма.

### Структура CELI и CELI per adolescenti
Сваки испит подељен је на два дела: усмени и писмени.
Писмени део испита састоји се из три дела: разумевање текстова читањем, писање и разумевање на слух. Испити трају од сат и петнаест минута до максималних четири и по сати на највишем нивоу. Оцене А, B и C су пролазне. Уколико се неки део испита не положи (усмени или писмени), тај део се може поново полагати у року од годину дана. У том случају плаћа се 70% од укупне цене испита. Од B2 нивоа у писменом делу ради се и лексика.
Усмени део испита А1, А2, B1 састоји се из три дела (лично представљање, опис фотографије, role play), на нивоу Б2 постоји и препричавање текста, ниво C1 захтева представљање, поређење две фотографије и анализу табеле, а ниво C2 представљање, опис фотографије, препричавање текста и коментарисање неких изрека или пословица.

### Припрема
Припремну наставу можете похађати у сва три испитна центра, као и у многим школама језика. Припремна настава није обавезна, па се за испите можете припремати и сами.

### Пријављивање
Сви заинтересовани за похађање припремне наставе и/или полагање испита за сертификат могу се пријавити на:
1) Italijanski institut za kulturu: corsilingua.iicbelgrado@esteri.it,
2) Internacionalni obrazovni sistem „Ruđer Bošković”: jelena.poznic@boskovic.edu.rs,
3) Škola stranih jezika „Akademija Aleksandrija”: na sajtu škole.